# Brewster (Nebraska)
Brewster je selo u američkoj saveznoj državi Nebraska. Prema popisu stanovništva iz 2010. u njemu je živjelo 17 stanovnika.